# 제10(마그데부르크)검기병연대
제10(마그데부르크)검기병연대(Magdeburgisches Husaren-Regiment Nr. 10)은 프로이센 육군의 검기병 연대 중 하나다. 제6차 대프랑스 동맹 당시 라이프치히 전투 이후인 1813년 말에 편성되어 제4육군단에 배속되었다. 제10검기병연대는 1814년에서 1884년 사이에는 아셔슐레벤, 1884년 이후에는 슈텐달에 주둔했다. 